# Coppelstift

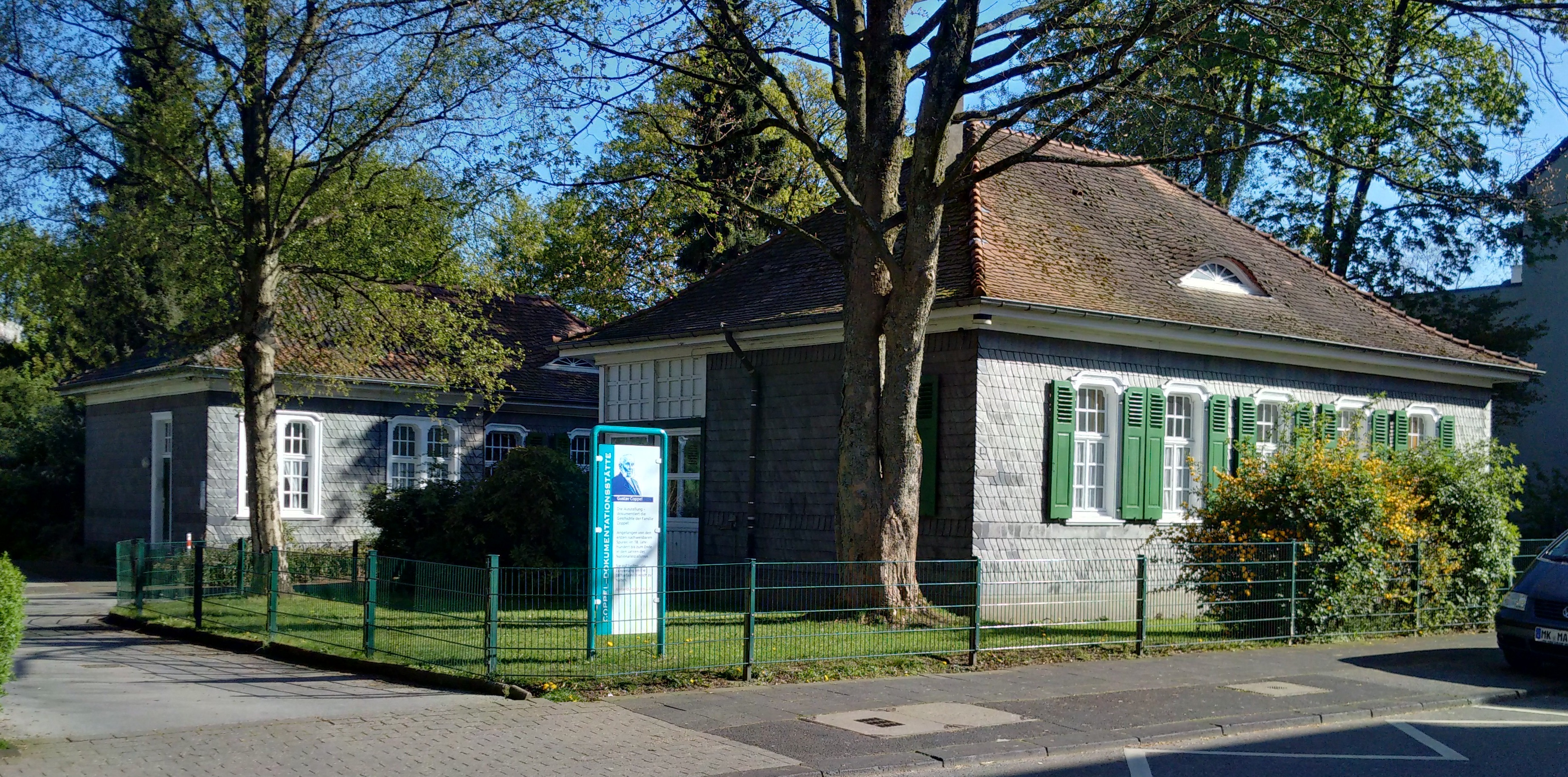
Das Coppelstift

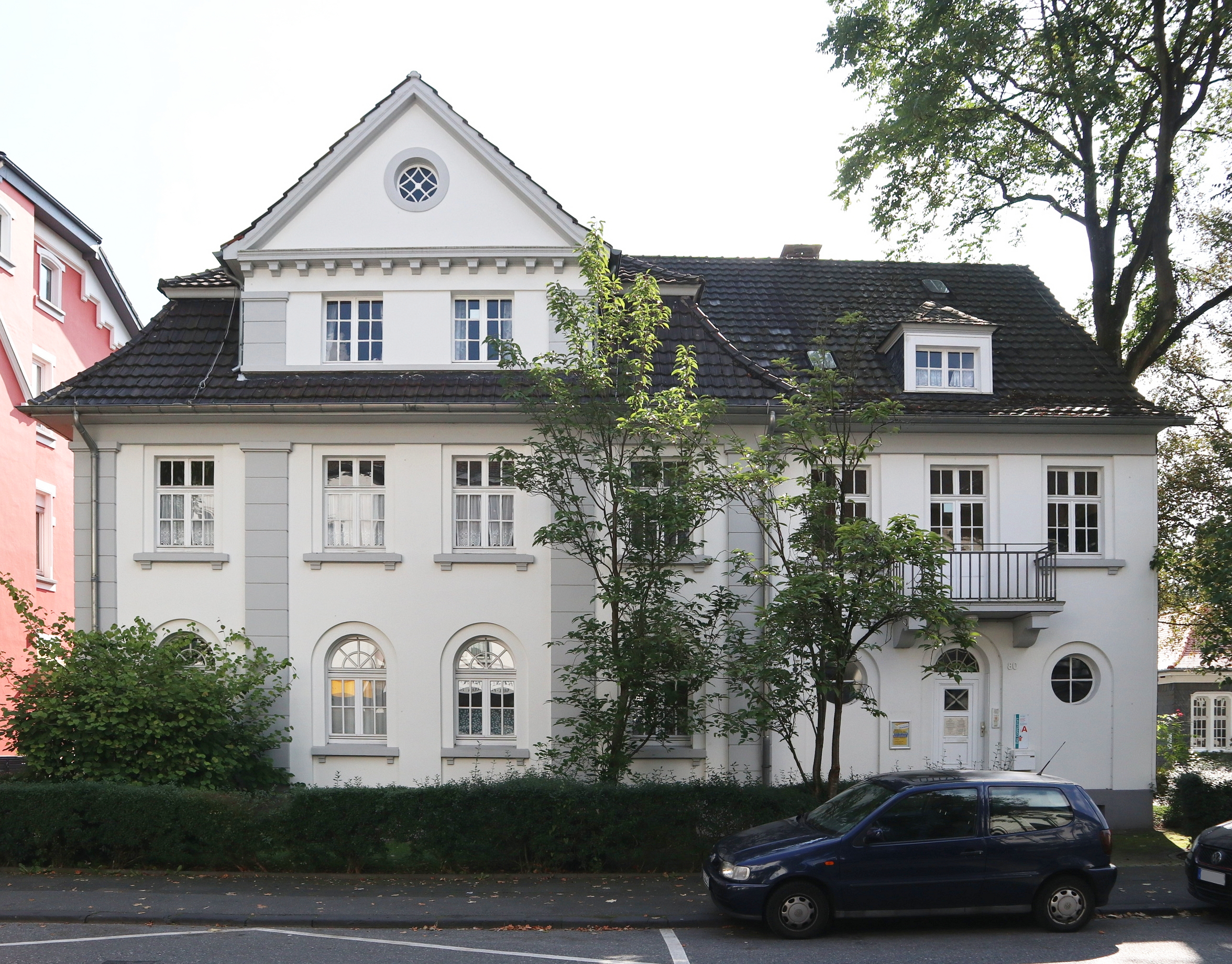
Hauptgebäude des Coppelstifts

Das Coppelstift ist die psychosoziale Beratungsstelle der bergischen Großstadt Solingen. Die Einrichtung wurde von der Solinger Unternehmerfamilie Coppel, im Wesentlichen durch die finanzielle Unterstützung Gustav Coppels, im Jahre 1912 gestiftet und ihrer Bestimmung als Beratungs- und Erholungsstätte für Mütter und Kranke übergeben.

## Lage
Die Einrichtung befindet sich noch immer in ihren ursprünglichen Räumlichkeiten an der Wupperstraße am Rande des Kannenhofs in der Solinger Innenstadt, die sich auf mehrere Gebäude verteilen. Nach Süden hin schließt sich der Gustav-Coppel-Park, der alte Botanische Garten der Stadt, an.

## Geschichte

### Vorgeschichte
Die jüdische Familie Coppel gelangte bereits früh zu einigem Reichtum, als im Jahre 1821 Alexander Coppel das Schneidwarenunternehmen Alcoso (für Alexander Coppel Solingen) gründete und in der Anfangszeit mit Scheren und Taschenmessern typische Solinger Produkte fertigte. Alexander Coppels Sohn Gustav wurde am 17. Juli 1830 in Solingen geboren. Als er alt genug war, wurde er Teilhaber des väterlichen Unternehmens sowie später auch Vorsitzender des Siegen-Solinger Gussstahl-Aktien-Vereins am Weyersberg und Aufsichtsratsmitglied der Gummiwerke Continental in Hannover. In den Jahren 1877 und 1878 übte er die Funktion des Präsidenten der Solinger Industrie- und Handelskammer aus. Gustav Coppel engagierte sich aber auch politisch in seiner Heimatstadt. So war er zwischen 1867 und 1910 über 40 Jahre lang Stadtverordneter und von 1892 bis 1912 20 Jahre lang ehrenamtlicher Beigeordneter der Stadt Solingen. Schwerpunkte seiner langjährigen Politik bildeten das Schul- und Fürsorgewesen.:104

### Errichtung des Coppelstifts
Die Familie Coppel stiftete im Jahre 1906 bereits 90.000 Mark, um einen Beitrag zur Verbesserung des Fürsorgewesens in Solingen zu leisten. Diese Summe hätte zur damaligen Zeit rund einem Sechstel des gesamten städtischen Haushalts entsprochen. Der Anlass war die goldene Hochzeit von Gustav Coppel und seiner Frau am 3. November 1906. Der gestiftete Betrag setzte sich wie folgt zusammen: 40.000 Mark stammten von Gustav Coppel, weitere 40.000 von dessen Bruder Arnold und 10.000 Mark, die von anderen Mitgliedern der Familie stammten. In den Jahren bis zum Ersten Weltkrieg brachte Gustav Coppel weitere Stiftungsgelder ein, Dokumente aus jener Zeit erwähnen eine Summe von einigen hunderttausend Mark. Die Gelder sollten zum Aufbau einer Beratungs- und Erholungsstätte für Mütter und ärztliche Fürsorgestelle tuberkulose-, alkohol- und krebskranker Menschen dienen. Die nach ihren Stiftern Coppelstift genannte Einrichtung wurde am 15. Mai 1912 eröffnet.:103f.

### Kriegsjahre und Nachkriegszeit
Gustav Coppel, dem für seine Wohltätigkeit und sein politisches Engagement in seiner Heimatstadt am 18. Oktober 1908 das Ehrenbürgerrecht verliehen wurde, starb am 25. Dezember 1914. Die Familie Coppel, darunter auch Gustav Coppels Sohn Alexander Coppel, wurde unter dem Naziregime entmachtet und verfolgt. Von 1933 bis 1945 wurde das Coppelstift zum Luft- und Sonnenbad, Kinderkrankenhaus und Lazarett umfunktioniert. Am 8. August 1934 eröffnete ein Müttergenesungsheim, das bei einem Bombenangriff 1944 zerstört wurde. Sonst blieben die Gebäude weitgehend unbeschadet. Nach dem Zweiten Weltkrieg wurde in den Gebäuden die städtische Erziehungsberatungsstelle untergebracht. Im Jahre 1958 eröffnete dort die Familienbildungsstätte, die 1963 in die Villa Lindenhof nach Höhscheid umzog. Anlässlich des 50-jährigen Bestehens des Coppelstifts wurde im Jahre 1962 an einem der Stiftungsgebäude eine Gedenktafel für Gustav Coppel angebracht. Im Jahre 1966 wurde ein heilpädagogischer Hort angeschlossen.:104f.

### Heutige Nutzung
Heute sind in den Gebäuden des Coppelstifts die psychologischen Dienste der Stadt Solingen untergebracht, unter anderem der schulpsychologische Dienst, die psychologische Familien- und Erziehungsberatung sowie die Schwangeren- und Schwangerschaftskonfliktberatung. Aufgrund von Sparmaßnahmen der Stadt Solingen stand unter anderem in den Bürgerhaushalten 2010 und 2012 die Aufgabe der Gebäude an der Wupperstraße und die räumliche Zusammenlegung mit dem Stadtdienst Soziales im Rathaus zur Debatte. Doch der Stadtrat entschied sich aufgrund des zu geringen Einsparungspotenzials sowie aufgrund zweifelhafter stiftungsrechtlicher Fragen wiederholt dagegen.